# Mark Pattison

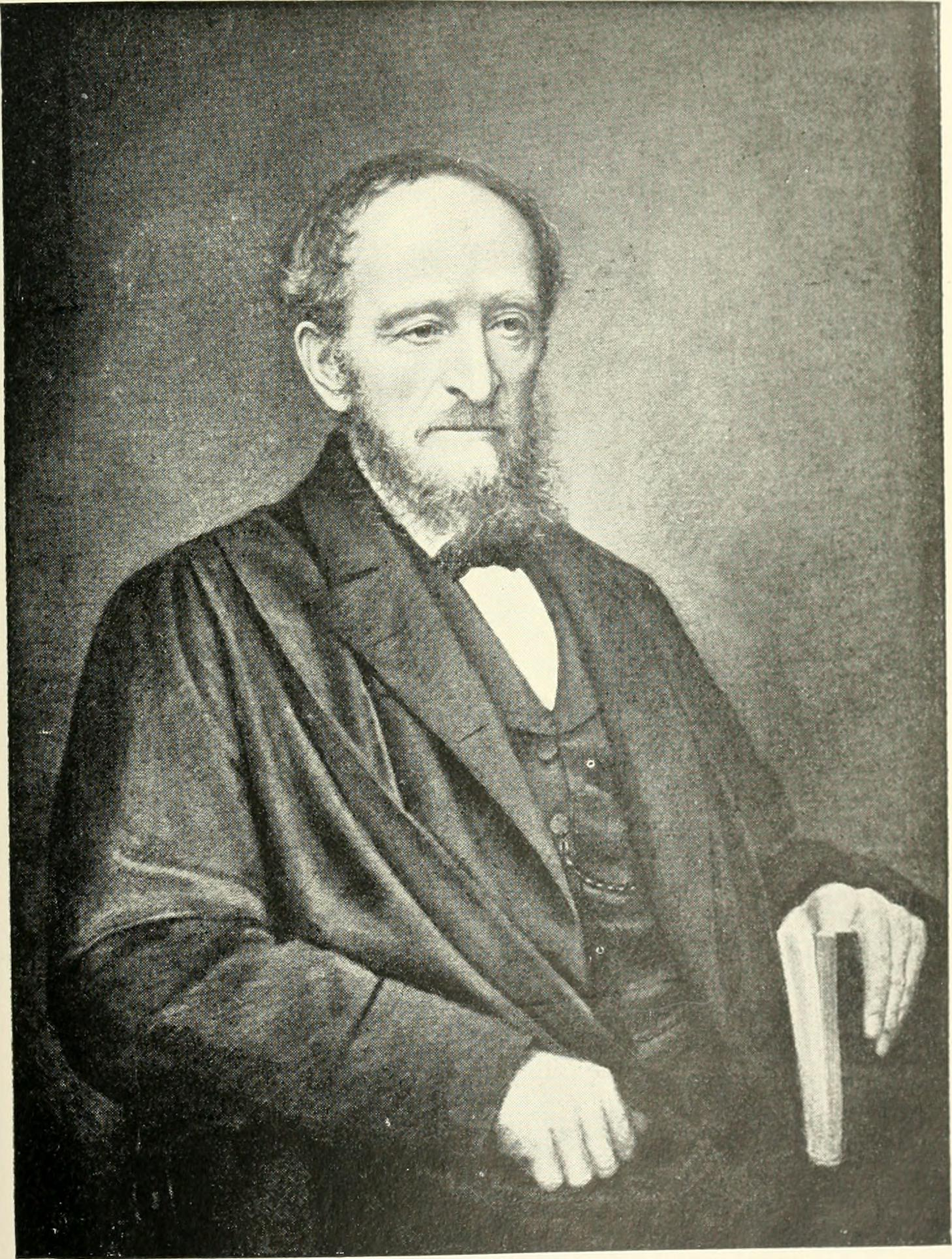
Mark Pattison

Mark Pattison (* 10. Oktober 1813; † 30. Juli 1884 in Harrogate, Yorkshire) war ein englischer Autor; er war Rektor am Lincoln College, Oxford.
Sein Vater, der Rektor in Hauxwell, Yorkshire, war, unterrichtete ihn persönlich. 1832 immatrikulierte er sich am Oriel College, Oxford, wo er seinen Abschluss als BA (Bachelor of Arts) 1836 machte. Nach einigen Versuchen, fellow eines College zu werden, wurde er 1839 ins Lincoln gewählt, das zu dieser Zeit ein anti-puseyistisches College war – wohingegen Pattison unter dem starken Einfluss von John Henry Newman, für den er arbeitete, Pusey anhing: seine Arbeit für Newman betraf die Übersetzung von Thomas von Aquins Catena Aurea, sowie Aufsätze in British Critic und Christian Remembrancer.
1843 wurde er zum Priester geweiht und im selben Jahr Tutor im Lincoln College, wo er sich schnell einen Ruf als guter und sympathischer Lehrer erwarb. Die Leitung des College war praktisch in seiner Hand, sein Ansehen als Gelehrter an der Universität hoch. 1851 wurde das Rektorat des Lincoln vakant, und Pattisons Wahl schien sicher – er wurde aber beiseite gedrängt, und seine Gesundheit ließ aufgrund dieser Enttäuschung nach. 1855 trat er als Tutor zurück, reiste nach Deutschland, um Erziehungssysteme auf dem europäischen Kontinent zu untersuchen, und begann seine Forschungen zum Leben von Isaac Casaubon (dessen Biografie 1875 erschien) und Joseph Justus Scaliger, die ihn den Rest seines Lebens beschäftigten.
1861 wurde er doch noch zum Rektor des Lincoln gewählt. Er heiratete im selben Jahr Emilia Francis Strong, die spätere Lady Dilke. Als Rektor trug er viel zu literarischen Themen bei, zeigte aber auch erhebliches Interesse an Sozialwissenschaften, und saß sogar einer Sektion bei einem Kongress im Jahr 1876 vor. Andererseits vermied er die Routine der Universitätsverwaltung und wies das Amt des Vizekanzlers zurück. 1876 wurde er in die American Academy of Arts and Sciences gewählt.
Er schrieb 1879 über John Milton in der Serie Macmillan's English Men of Letters. Das 18. Jahrhundert, vor allem dessen Literatur und Theologie, war sein bevorzugtes Arbeitsgebiet, wie seine Beiträge (Tendencies of Religious Thought in England, 1688–1750) zu den seinerseits berühmten Essays and Reviews (1860) und seine Ausgabe von Alexander Popes Essay on Man (1869) und anderes zeigen. Seine Sermons and Collected Essays wurden 1889 postum von Henry Nettleship herausgegeben, ebenso wie seine Memoirs (1885), eine Autobiografie, die tief in Melancholie und Bitterkeit getränkt ist. Sein Projekt einer Biografie Scaligers (Life) schloss er nicht mehr ab.
Mark Pattison war ein Gelehrter, der nur für den Intellekt lebte. Er schrieb über sich selbst, sich für den Stil seiner Memoiren entschuldigend, dass er wenig oder gar nichts über die aktuellen Berühmtheiten wisse, und dass sein Gedächtnis ungenau sei. „Meine ganze Energie war nur auf eines gerichtet – mich selbst zu verbessern, meine Ansichten zu entwickeln, die Dinge gründlich zu untersuchen, mich selbst von den Fesseln der Unvernunft zu befreien“ (Memoirs, pp. I, 2). Seine Memoiren sind ein ziemlich morbides Buch, in dem Mark Pattison durchgängig gnadenlos mit sich ist. Es ist offensichtlich, dass er den Rationalismus in einem Maß in die Religion gebracht hat, das kaum noch mit seiner Position als Priester der Anglikanischen Kirche vereinbar ist.

## Schriften
- Isaac Casaubon, 1559–1614. 2. Auflage, Oxford: Clarendon Press, 1892.